# Almond Eye
Almond Eye (10 mars 2015 - ) est un cheval de course pur-sang anglais japonais. Lauréate de la Japan Cup et de la Triple Couronne des pouliches, membre du Hall of Fame des courses japonaises, elle est la propriété de Silk Racing Co. Ltd, est entraînée par Sakae Kunieda et montée par Christophe Lemaire.

## Carrière de courses

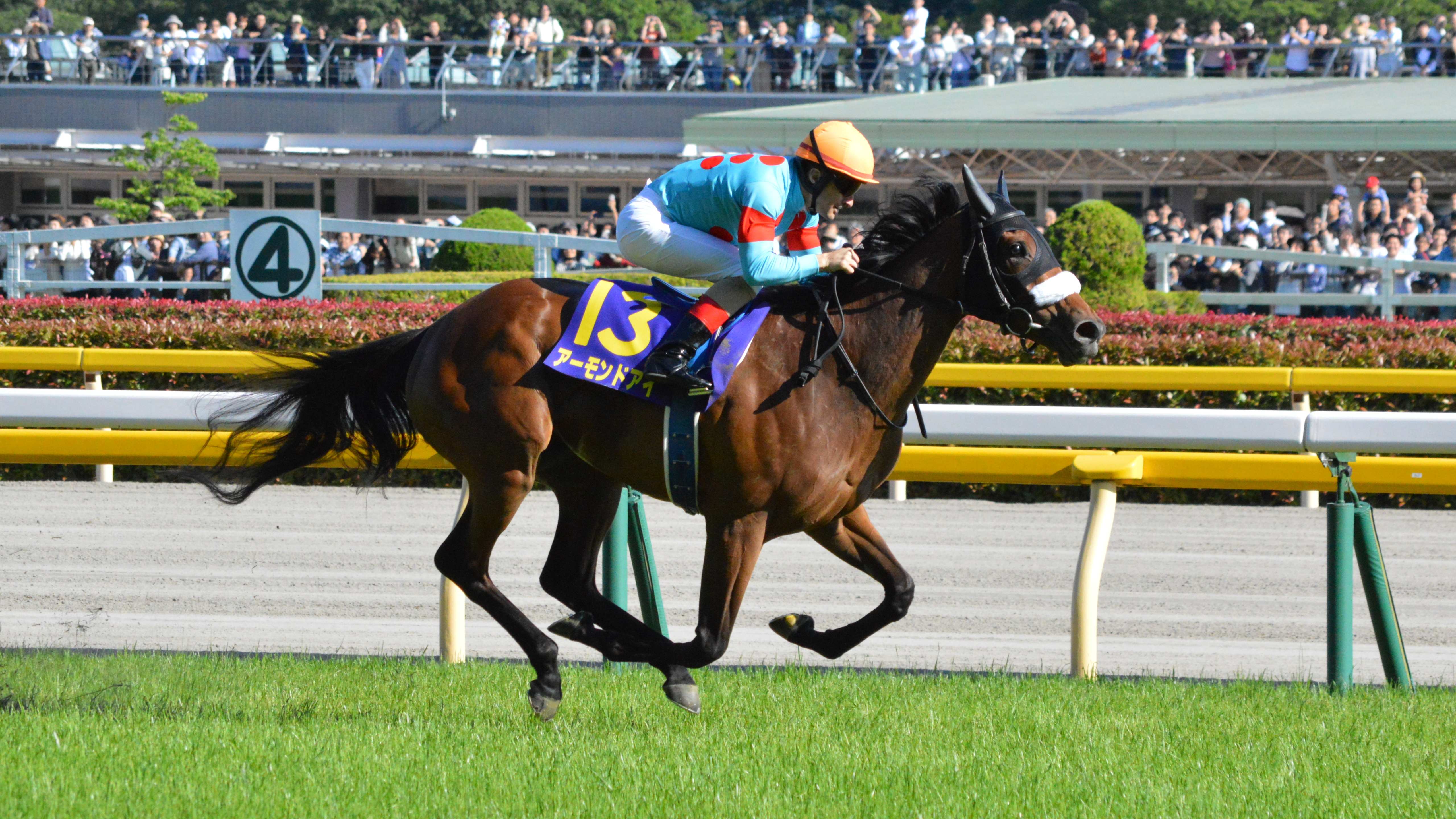
Almond Eye dans le Yushun Himba

Élevée par Northern Racing, cette pouliche baie commence sa carrière en août de ses deux ans par une seconde place sur l'hippodrome de Niigata. Elle rencontre le succès dès sa sortie suivante, à Tokyo, sur le mile, mais ne reparaît pas à 2 ans. En 2018, montée par Keita Tosaki, elle effectue une rentrée victorieuse en janvier dans un groupe 3 préparatoire aux classiques pour pouliches. Pour son premier groupe 1, le Oka Shō (l'équivalent des 1000 Guinées, et la première étape de la Triple Couronne des pouliches), Almond Eye est confiée au jockey français installé au Japon Christophe Lemaire et on lui oppose Lucky Lilac, meilleure 2 ans japonaise. Elle s'impose brillamment, reléguant Lily Noble à près de deux longueurs, s'offrant au passage le record de l'épreuve en 1'33"00. Grandissime favorite de la deuxième étape de la Triple Couronne, le Yūshun Himba, disputé sur 2 400 mètres (l'équivalent des Oaks), où elle retrouve ses dauphines du Oka Shō, Almond Eye s'impose une nouvelle fois avec la manière, disposant de Lily Noble de deux longueurs et prouvant sa tenue. Ayant dans le viseur la passe de trois dans la Triple Couronne, son entourage décide de garder sa fraîcheur et de ne pas la présenter en compétition avant le Shuka Shō, à l'automne. C'est donc après quatre mois d'absence qu'elle prend le départ des 2 000 mètres du Shuka Sho, à une côte de 0,3/1, qui témoigne de la grande confiance placée en elle. La pouliche ne laisse guère d'espoir à ses rivales, dont Lucky Lilac, qui terminera deuxième à près de deux longueurs. Almond Eye devient ainsi la cinquième lauréate de la Triple couronne des pouliches japonaises, six ans après la championne Gentildonna, et se voit sacrée cheval de l'année. 
Toujours invaincue au cours de l'année 2018, Almond Eye fait figure d'épouvantail dans la Japan Cup, où devant 100 000 spectateurs elle affronte pour la première fois les mâles et les chevaux d'âge, dont le tenant du titre Cheval Grand et l'Irlandais Capri, récent cinquième du Prix de l'Arc de Triomphe et plusieurs lauréats de groupe 1. Constamment aux avant-postes, la pouliche place son accélération à mi-ligne droite et l'emporte brillamment, avec à la clé un chrono exceptionnel de 2'20"60, soit plus d'une seconde plus rapide que le record de l'épreuve établi par l'Anglais Alkaseed en 2005, et accessoirement le record du monde de la distance des 2 400 mètres,. À l'issue de ce succès qui la place très haut dans la hiérarchie mondiale, l'entourage de la jeune championne annonce qu'elle effectuera en 2019 une campagne internationale débutant dans le Dubaï Sheema Classic, avec en point de mire une participation dans le Prix de l'Arc de Triomphe, où elle sera opposée à la double tenante du titre, la Britannique Enable. 

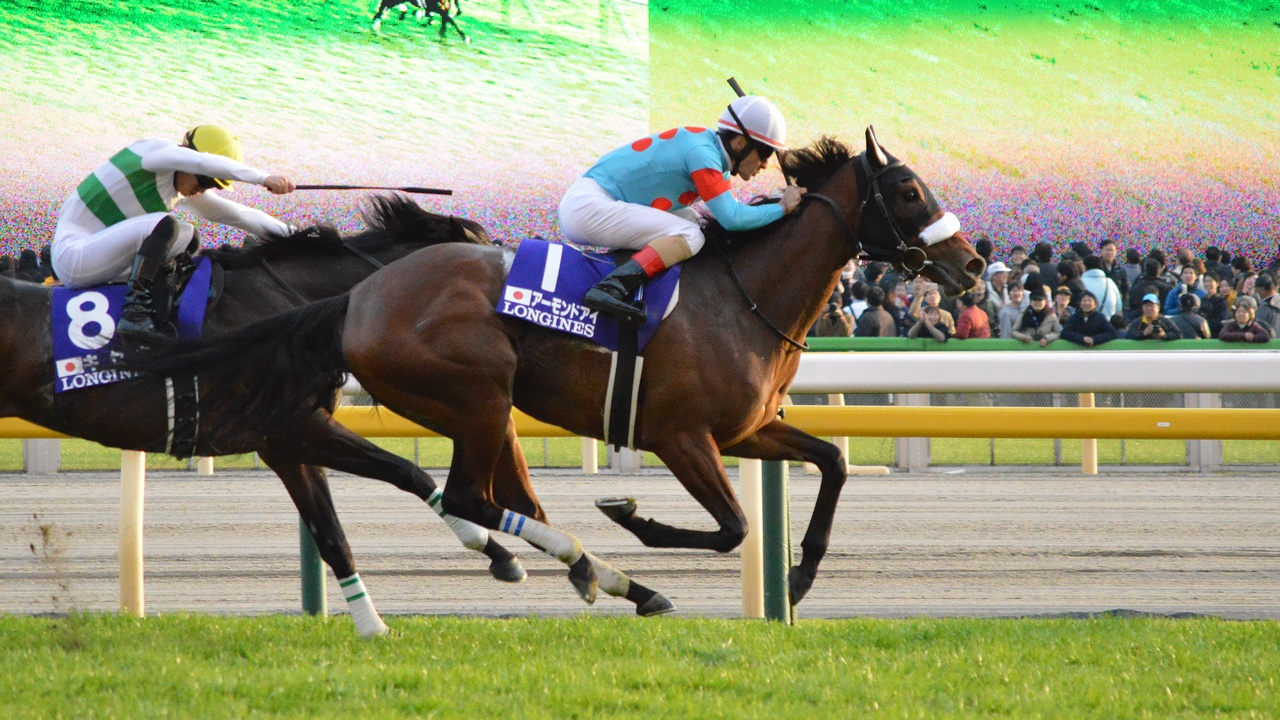
Victoire dans la Japan Cup 2018

La saison 2019 d'Almond Eye, qui doit la conduire vers l'Arc, commence très tôt, mais victorieusement à Meydan, dans la Dubaï Turf. Une démonstration de force, sur une surface rapide comme les aime la championne, mais qui précède une douche froide pour ses admirateurs : à la surprise générale, ses propriétaires, doutant de son aptitude aux longs voyages, aux pistes plus souples, et redoutant les petits malaises qu'elle a parfois après les courses, annoncent le 17 avril que la jument ne courra pas l'Arc. En juin, la pouliche enregistre la deuxième défaite de sa carrière, terminant troisième du Yasuda Kinen, pour son retour sur le mile. Une défaite qui comporte des excuses, mais qui interroge aussi tant Almond Eye semblait largement dominer ses compatriotes. Autant de doutes qui seront levés à l'automne, lorsque la championne, de retour après un long break, pulvérise une opposition relevée (neuf lauréats de groupe 1 au départ) dans le Tenno Sho d'automne, prouvant qu'elle demeure le meilleur cheval du pays. Aussi, c'est une immense surprise lorsqu'elle déçoit à nouveau en décembre, cette fois plus radicalement puisqu'elle ne parvient pas à se mêler à l'emballage final de l'Arima Kinen (dont les partants sont désignés par le public, et où elle avait recueilli le plus de voix), terminant à une anonyme neuvième place.    

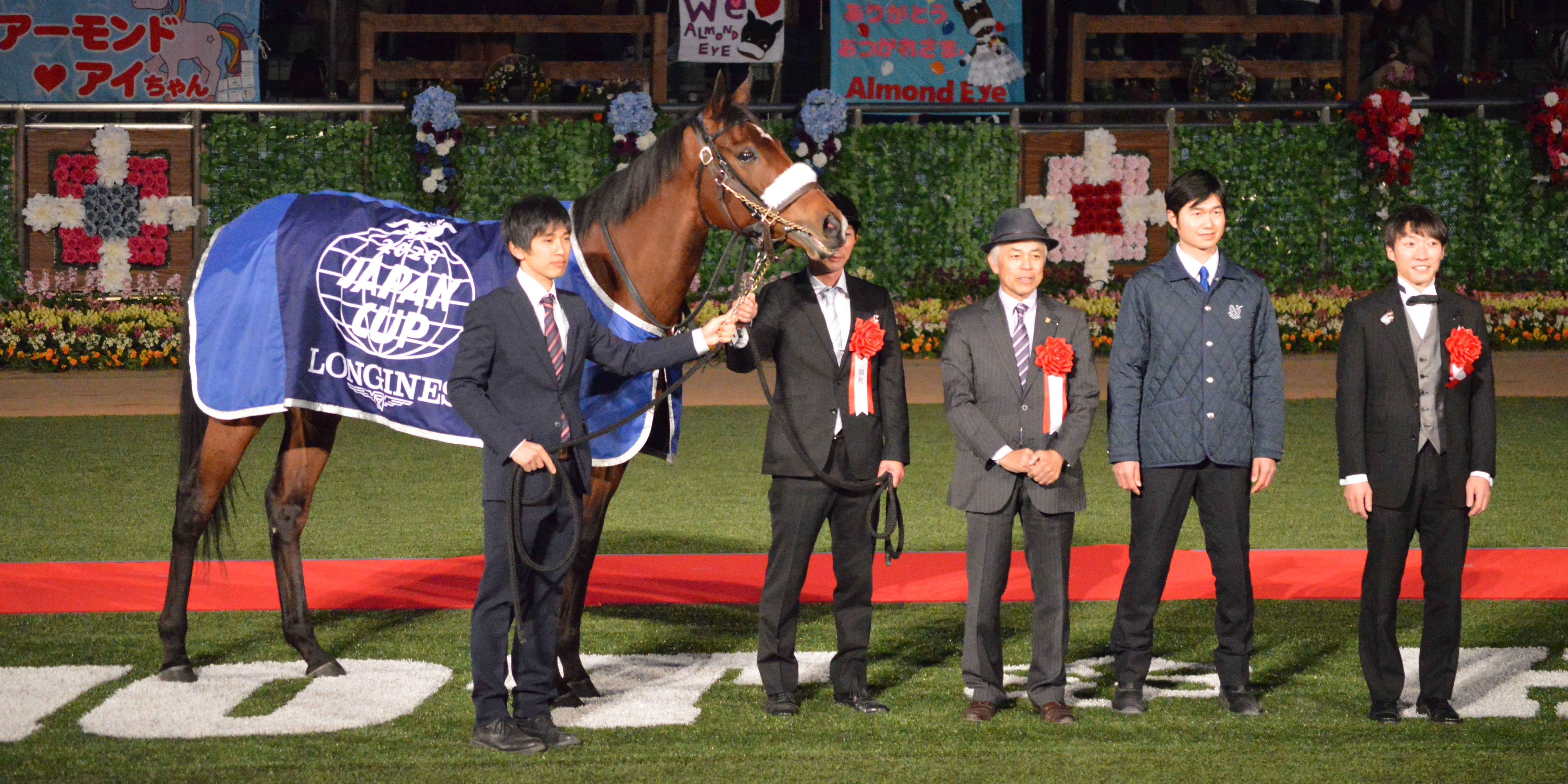
Cérémonie de retrait en 2020

C'est pourtant une Almond Eye sûre de sa force que l'on retrouve en mai 2020 au départ du Victoria Mile, où elle s'envole, terrassant de quatre longueurs l'opposition du jour, avec un chrono exceptionnel de 1'30"60, à un dixième du record du monde sur la distance. Mais le mois suivant, elle s'incline à nouveau dans le Yasuda Kinen face à la championne du mile Gran Alegria, tout en allant quérir une deuxième place au courage. Son doublé dans le Tenno Sho d'automne, en novembre, lui permet de devenir le cheval japonais ayant remporté le plus de groupe 1, huit. Et puis neuf : en guise d'adieux à la compétition, Almond Eye s'offre une seconde Japan Cup, devenant le deuxième cheval après Gentildonna à réaliser un doublé dans la plus célèbre course japonaise. Une victoire d'autant plus prestigieuse que cette 40ème édition se résumait à un match à trois hors du commun entre la championne et deux 3 ans invaincus, le lauréat de la triple couronne des poulains Contrail (qui finira deuxième) et la lauréate de la triple couronne des pouliches, Daring Tact (troisième). Sur ce triomphe qui lui assure un deuxième titre de cheval de l'année s'achève la carrière de l'une des plus grandes championnes des courses japonaises, admise au Hall of Fame en 2023.     

### Résumé de carrière
| Date         | Hippodrome  | Pays        | Course              | Statut      | Distance    | Jockey      | Place       | Écart       | Vainqueur ou deuxième |
| 2017, 2 ans  | 2017, 2 ans | 2017, 2 ans | 2017, 2 ans         | 2017, 2 ans | 2017, 2 ans | 2017, 2 ans | 2017, 2 ans | 2017, 2 ans | 2017, 2 ans           |
| ------------ | ----------- | ----------- | ------------------- | ----------- | ----------- | ----------- | ----------- | ----------- | --------------------- |
| 6 août       | Niigata     | Japon       | Maiden              |             | 1 400 m     | K. Tosaki   | 2e / 17     |             | Nishino Urara         |
| 8 octobre    | Tokyo       | Japon       | Maiden              |             | 1 600 m     | K. Tosaki   | 1er / 15    | 3           | Cosmo Feerique        |
| 2018, 3 ans  |             |             |                     |             |             |             |             |             |                       |
| 8 janvier    | Kyoto       | Japon       | Shinzan Kinen       | Gr. 3       | 1 600 m     | K. Tosaki   | 1er / 11    | 1 ¾         | Tsuzumimon            |
| 8 avril      | Hanshin     | Japon       | Oka Shō             | Gr. 1       | 1 600 m     | C. Lemaire  | 1er / 17    | 1 ¾         | Lucky Lilac           |
| 20 mai       | Tokyo       | Japon       | Yūshun Himba        | Gr. 1       | 2 400 m     | C. Lemaire  | 1er / 17    | 2           | Lily Noble            |
| 14 octobre   | Kyoto       | Japon       | Shuka Shō           | Gr. 1       | 2 000 m     | C. Lemaire  | 1er / 17    | 1 ½         | Mikki Charm           |
| 25 novembre  | Tokyo       | Japon       | Japan Cup           | Gr. 1       | 2 400 m     | C. Lemaire  | 1er / 14    | 1 ¾         | Kiseki                |
| 2019, 4 ans  |             |             |                     |             |             |             |             |             |                       |
| 30 mars      | Meydan      | Dubaï       | Dubai Turf          | Gr. 1       | 2 000 m     | C. Lemaire  | 1er / 13    | 1 ¼         | Vivlos                |
| 2 juin       | Tokyo       | Japon       | Yasuda Kinen        | Gr. 1       | 1 600 m     | C. Lemaire  | 3e / 16     | enc.        | Indy Champ            |
| 27 octobre   | Tokyo       | Japon       | Tenno Sho (Automne) | Gr. 1       | 2 000 m     | C. Lemaire  | 1er / 16    | 3           | Danon Premium         |
| 22 décembre  | Nakayama    | Japon       | Arima Kinen         | Gr. 1       | 2 500 m     | C. Lemaire  | 9e / 16     | 11          | Lys Gracieux          |
| 2020, 5 ans  |             |             |                     |             |             |             |             |             |                       |
| 17 mai       | Tokyo       | Japon       | Victoria Mile       | Gr. 1       | 1 600 m     | C. Lemaire  | 1er / 16    | 4           | Sound Chiara          |
| 7 juin       | Tokyo       | Japon       | Yasuda Kinen        | Gr. 1       | 1 600 m     | C. Lemaire  | 2e / 14     | 2 ½         | Gran Alegria          |
| 1er novembre | Tokyo       | Japon       | Tenno Sho (Automne) | Gr. 1       | 2 000 m     | C. Lemaire  | 1er / 18    | 12          | Fierement             |
| 29 novembre  | Tokyo       | Japon       | Japan Cup           | Gr. 1       | 2 400 m     | C. Lemaire  | 1er / 14    | 1 ¼         | Contrail              |

## Au haras
Rentrée au haras, Almond Eye donne son premier produit en 2022, un fils Epiphaneia, l'un des meilleurs étalons japonais, nommé Aaron's Rod. Syndiqué yearling en 500 parts sur la base de 240 millions de yens (environ 1,5 millions d'euros), il remporte une première victoire en février 2025, mais se blesse gravement quelques jours plus tard. Son deuxième produit, Promesa Al Mundo, un fils de Maurice, est syndiqué quant à lui sur la base de 200 millions de yens. En 2024, Almond Eye rencontre le crack Equinox.  

## Origines
Almond Eye est issue de la première génération de Lord Kanaloa, qui s'est d'emblée avéré comme un reproducteur de tout premier plan. Champion sur le sprint, double lauréat des Sprinters Stakes et du Hong Kong Sprint, celui-ci fait la monte à Shadai Farm, le plus prestigieux haras japonais, comme avant lui Sunday Silence ou Deep Impact. En 2020, le prix d'une saille de Lord Kanaloa s'élevait à 20 millions de yens. 
Côté maternel, Almond Eye a de qui tenir puisque sa mère, Fusaichi Pandora, était une championne classique. Cette fille de Sunday Silence a en effet remporté la Queen Elizabeth II Commemorative Cup (Gr.1) et s'est placée dans le Yūshun Himba et le Shuka Shō.    

### Pedigree
| Origines de Almond Eye (JPN), jument baie née en 2015 | Origines de Almond Eye (JPN), jument baie née en 2015 | Origines de Almond Eye (JPN), jument baie née en 2015 | Origines de Almond Eye (JPN), jument baie née en 2015 |
| ----------------------------------------------------- | ----------------------------------------------------- | ----------------------------------------------------- | ----------------------------------------------------- |
| Père Lord Kanaloa 2008                                | King Kamehameha 2001                                  | Kingmambo                                             | Mr. Prospector                                        |
| Père Lord Kanaloa 2008                                | King Kamehameha 2001                                  | Kingmambo                                             | Miesque                                               |
| Père Lord Kanaloa 2008                                | King Kamehameha 2001                                  | Manfath (IRE)                                         | Last Tycoon                                           |
| Père Lord Kanaloa 2008                                | King Kamehameha 2001                                  | Manfath (IRE)                                         | Pilot Bird                                            |
| Père Lord Kanaloa 2008                                | Lady Blossom 1996                                     | Storm Cat                                             | Storm Bird                                            |
| Père Lord Kanaloa 2008                                | Lady Blossom 1996                                     | Storm Cat                                             | Terlingua                                             |
| Père Lord Kanaloa 2008                                | Lady Blossom 1996                                     | Saratoga Dew                                          | Cormorant                                             |
| Père Lord Kanaloa 2008                                | Lady Blossom 1996                                     | Saratoga Dew                                          | Super Luna                                            |
| Mère Fusaichi Pandora 2003                            | Sunday Silence 1986                                   | Halo                                                  | Hail To Reason                                        |
| Mère Fusaichi Pandora 2003                            | Sunday Silence 1986                                   | Halo                                                  | Cosmah                                                |
| Mère Fusaichi Pandora 2003                            | Sunday Silence 1986                                   | Wishing Well                                          | Undestanding                                          |
| Mère Fusaichi Pandora 2003                            | Sunday Silence 1986                                   | Wishing Well                                          | Mountain Flower                                       |
| Mère Fusaichi Pandora 2003                            | Lotta Lace 1992                                       | Nureyev                                               | Northern Dancer                                       |
| Mère Fusaichi Pandora 2003                            | Lotta Lace 1992                                       | Nureyev                                               | Special                                               |
| Mère Fusaichi Pandora 2003                            | Lotta Lace 1992                                       | Sex Appeal                                            | Buckpasser                                            |
| Mère Fusaichi Pandora 2003                            | Lotta Lace 1992                                       | Sex Appeal                                            | Best in Show (Famille 8-f)                            |